# Иларион (Домрачёв)
Схимона́х Иларио́н (в миру Ива́н Ива́нович Домрачёв; около 1845, Вятская губерния — 1 (14) июня 1916, урочище Тёмные Буки, Кубанская область) — монах Православной Российской Церкви; богослов, автор книги «На горах Кавказа», послужившей источником возникновения имяславия.

## Биография
Иван Иванович Домрачёв родился предположительно 27 декабря 1847 года в селе Сорвижское Котельнического уезда Вятской губернии в семье дьячка. Предположительно в 1858 году, примерно в 10 лет, поступили в духовное училище. Учился в Вятской духовной семинарии, выбыв в 1865/1866 году учебном году из среднего (философского) класса, не перейдя в высший (богословский) класс. Причиной оставления учёбы была болезнь. Много позднее Иларион писал одному юноше, заболевшему в монастыре чахоткой: «В юности, ещё находясь в школе, я тоже подпал чахотке от табакур-ства; и когда доктора назначили мне смерть, я бросил школу и пошёл на святую Афонскую гору с целью там умереть».
Покинув семинарию в 1866 году, Иван Домрачёв около двух лет служил сельским учителем в родном селе. Как передаёт иеросхимонах Даниил, учительство тяготило Ивана, особенно много огорчений доставляли мальчики, происходившие «от родителей, которые совершенно ни во что не верили, и дети их были с почти испорченными нравами и поведением».
В 1870 году отправился странствовать по русским обителям пешком и дошёл до Нового Афона. Затем отправился на Афон, где стал обходить монастыри и скиты, и на Карулях получил указание от старца «родом болгарина» «лет шестидесяти» (возможно, Игнатий Катунакский (1827–1927 гг.)) поступать в Пантелеимонов монастырь, не заботясь о даль-нейшей судьбе. Иван прибыл в Пантелеимонов монастырь 9 августа 1872 года, а 10 марта 1877 года пострижен в мантию с наречением имени Ианнуарий.
Через некоторое время монах Ианнуарий был командирован на Новый Афон законоучителем в школу для абхазских мальчиков, где пробыл три года. Судя по тому, что до Турецкой войны (с 1876 г.) законоучителем являлся схимонах Парфений (Заболоцкий), с 1881 года — иеросхимонах Пантелеимон (Шиляев), а с 1886 года и не менее чем до середины 1888 года, а вероятнее до своего возвращения на Старый Афон в 1891 года, иеромонах Дорофей (Райский), наиболее правдоподобно отнести учительство монаха Ианнуария на Новом Афоне к 1882–1884 годов
Уехал на Кавказ, где жил преимущественно в уединении (был приписан к Ново-Афонскому Симоно-Кананитскому монастырю). Совместно со своим учеником Владимиром Кирилюком написал книгу «На горах Кавказа», которая получила рекомендацию оптинского старца Варсонофия и была с дозволения цензурного комитета издана в 1907 году.
Согласно этой книге, автор встречает старца Дисидерия, который учит тайнам молитвы Иисусовой, на Кавказских горах, а не на Афоне. Книга имела большой успех и дважды переиздавалась (1910, 1912). Деньги на одно из изданий книги выделила Великая Княгиня Елизавета Фёдоровна. Тема книги — богословие имени Божьего, которое автор иллюстрирует словами Иоанна Кронштадтского: «Имя Божие есть Сам Бог». В дальнейшем эта фраза становится основой имяславия. После начала гонений на имяславие схимонах Иларион подвергался обвинениям в распространении «еретического учения», но сам отрицал обвинения в ереси.
Так, о. Иларион пишет: «Может ли быть что-либо без имени? Имя выражает самую сущность предмета и неотделимо от него». И опять: «Имя, выражая сущность предмета, не может быть отнятым от него… С отнятием имени предмет теряет своё значение. Это можно видеть…в простых вещах. Например, стакан… Назовите его другим именем, он уже не будет стаканом(!). Видите ли, как имя лежит в самой сущности предмета и сливается во едино с ним, и отделить его невозможно без того, чтобы не изменилось понятие о предмете? Отделите плоть от Сына Божия, Он уже не будет Богочеловеком, отделите имя Иисус от Него, и изменится наше понятие, какое мы соединяем с Ним, с сим Его именем. Если плоть Христова, бывшая до воскресения, как бы то ни было видимою, осязаемою, разделяет славу Божественного естества и приемлется едино с Богом, ради проникновения естества, то уже не остаётся никакого сомнения, что имя Его Иисус, как духовное невидимое, но познаваемое только умопредставлением, и по своей невещественности ближе к Богу, должно в нашем понятии, как бы ещё более, чем плоть, почитаться за едино с Богом».

## Избранная цитата
…человек занимает в ряду Божиих творений такое высокое место, есть как истинный гражданин двух миров — видимого и невидимого — как союз Творца с тварью, храм Божества и потому венец творения, то это единственно и собственно потому, что в его духовную природу Всевышний благоволил внедрить чувство или мысль Своего бесконечного Божества, которая положена в его дух и служит всегдашним источником, влекущим его к своему высочайшему центру.